# Hagio Moto
Hagio Moto (萩尾 望都 (Thu Vĩ Vọng Đô)) là một tác giả manga sinh ngày 12 tháng 5 năm 1949 tại Ōmuta, Fukuoka, Nhật Bản. Moto được coi là mẹ đẻ của thể loại shōjo manga hiện đại, cũng như shōnen-ai. Bà được mô tả là "tác giả shōjo manga được yêu mến nhất mọi thời đại", ngoài việc là người tiên phong trong ngành, cơ chế làm việc của bà "cho thấy sự trưởng thành, sâu sắc và tầm nhìn cá nhân chỉ thể hiện ở những nghệ sĩ giỏi nhất" – theo The Comic Journal. Bà hiện đang sống ở tỉnh Saitama và là thành viên của Year 24 Group, một nhóm mangaka nữ.

## Tiểu sử và sự nghiệp
Hagio là một người hâm mộ các tác phẩm khoa học viễn tưởng, Isaac Asimov, Arthur C. Clarke và Robert Heinlein là ba người có tầm ảnh hưởng đến công việc sau này của bà. Bà đã chuyển nhiều tác phẩm ngắn của Ray Bradbury sang dạng manga, điển hình như R is for Rocket. Bà hoạt động sự nghiệp của mình ở tuổi 20, bắt đầu với câu chuyện ngắn "Lulu to Mimi" trên tạp chí Nakayoshi. Tạp chí Nakayoshi của nhà xuất bản Kodansha muốn nhận những tác phẩm "tươi sáng và sống động", nhưng họ từ chối tác phẩm của Hagio, đối thủ của Kodansha là Shogakukan đã tiếp nhận bà. Takemiya Keiko đã giới thiệu Hagio với một biên tập viên của ông là Yamamoto Junya, người đã giúp bà biên tập các truyện tranh lại. Khi bắt đầu vẽ truyện, bà đã cắt những tờ giấy có khổ lớn thành cỡ B4, bút G-Pen và Maru-Pen là hai loại bút bà vẫn dùng. Ngoài ra bà còn sử dụng mực Tàu, nhưng hiện giờ chuyển sang bút Copic. Sau đó, Shogakukan Publishing chấp nhận sản xuất một loạt truyện ngắn của Hagio trên các tạp chí. Hai năm sau khi ra mắt, bà đã xuất bản Juichigatsu no Gimunajiumu (11月のギムナジウム), một câu chuyện ngắn đề cập đến mối tình giữa hai chàng trai tại trường nội trú. Câu chuyện là một phần trong phong trào tiên phong shōnen-ai lúc bấy giờ của các nữ họa sĩ, đây là một thể loại truyện dành cho các nữ giới khi thích thú với tình yêu giữa những cậu trai trẻ. Năm 1974, bà đã phát triển câu chuyện này dài hơn thành Thomas no Shinzou. Hagio được trao giải Shogakukan Manga Award năm 1976 cho tác phẩm khoa học viễn tưởng Juichinin Iru! của bà và câu chuyện sử thi Poe no Ichizoku. Vào giữa những năm 1980, Hagio đã viết tác phẩm dài đầu tiên của bà là Marginal.  Trước khi viết Iguana Girl năm 1991, Hagio đã không đặt các tác phẩm của bà ở thời kỳ truyện tranh đương đại Nhật Bản. Bà có một vai diễn xuất trong bộ phim Domomata no Shi năm 2008. Vào ngày 11 tháng 6 năm 2009, một bữa tiệc đã được tổ chức để vinh danh Moto Hagio cho sự nghiệp 
họa sĩ 40 năm, xấp xỉ có 200 người tham dự. Năm 2011, Đại học Nghệ thuật và Thiết kế Joshibi đã bổ nhiệm bà làm một giáo sư.

## Công việc
- Ruru to Mimi, 1969
- Seireigari, 1971–1974
- 11-gatsu no Gymnasium, 1971
- Poe no Ichizoku, 1972–1976
- Tottemo Shiwase Moto-chan, 1972–1976
- Thomas no Shinzou (The Heart of Thomas), 1973–1975
- They Were Eleven, 1975–1976
- Alois, 1975
- Hyaku Oku no Hiru to Sen oku no Yoru, 1977–1978
- Star Red, 1978–1979
- Mesh, 1980–1984
- Houmonsha, 1980
- A-A', 1981
- Hanshin, 1984
- Marginal, 1985–1987
- Flower Festival, 1988–1989
- Aoi Tori, 1989
- Umi no Aria, 1989–1991
- Roma e no Michi, 1990
- Abunai Oke no Ie, 1992–1994
- Zankokuna Kami ga Shihai suru, 1993–2001
- Barbara Ikai, 2002–2005
- Nanohana (Rape Blossoms), 2012
- La Reine Margot, 2012–
- Away, 2013
- Tenshi Kamoshirenai, 2016

### Khác
- Toki no Tabibito: Time Stranger – anime của Madhouse Studio, 1986 (thiết kế nhân vật).[15]
- Illusion of Gaia – trò chơi điện tử của Quintet, 1993 (thiết kế nhân vật)

## Giải thưởng
- 1976: Shogakukan Manga Award lần thứ 21 cho Poe no Ichizoku và They Were Eleven[8]
- 1980: Giải Seiun lần thứ 11 cho Star Red[16]
- 1983: Giải Seiun lần thứ 14 cho Gin no Sankaku[16]
- 1985: Giải Seiun lần thứ 16 cho for X+Y[16]
- 1997: Giải thưởng Văn hóa Tezuka Osamu lần thứ nhất (Giải Xuất sắc) cho Zankoku na kami ga shihai suru[17]
- 2006: Nihon SF Taisho Award lần thứ 27 cho for Barbara Ikai[18]
- 2010: Giải Inkpot của Comic-Con[19]
- 2011: Japan Cartoonists Association Award lần thứ 49: Giải Bộ trưởng Bộ Giáo dục, Văn hóa, Thể thao, Khoa học và Công nghệ[20]
- 2012: Tác giả shōjo manga đầu tiên thắng Huy chương Danh Dự với Dải ruy băng Tím để vinh danh thành tích học tập và nghệ thuật[21]
- 2016: Giải Asahi cho sự sáng tạo trong truyện tranh và trong các hoạt động khác suốt nhiều năm[22]